# Princesa de Astúrias
Princesa de Astúrias é um título de cortesia conferido à esposa do Príncipe das Astúrias ou á filha mais velha do rei que seja herdeira do trono de Espanha. 
Aqui está uma lista das princesas consorte das Astúrias:

## Lista de Princesas das Astúrias
|  | Nome                      | De   | Até  | Observação |
|  | ------------------------- | ---- | ---- | --- |
|  | Catarina de Lencastre     | 1388 | 1406 | Tornou-se a rainha consorte de Henrique III de Castela.                                                               |
|  | Branca II de Navarra      | 1440 | 1453 | Foi rainha conssorte de Henrique IV de Castela.                                                                       |
|  | Margarida da Áustria      | 1497 | 1497 | Princesa consorte de João de Castela.                                                                                 |
|  | Maria Manuela de Portugal | 1543 | 1545 | Princesa consorte de Filipe II de Espanha                                                                             |
|  | Maria I de Inglaterra     | 1554 | 1556 | Também teve os titulos de Rainha de Inglaterra e da Irlanda, Rainha Consorte da Espanha e Rainha Consorte de Portugal |
|  | Isabel de Bourbon         | 1615 | 1621 | Tornou-se rainha consorte com a ascensão de seu marido, Felipe IV de Espanha.                                         |
|  | Luísa Isabel de Orleães   | 1722 | 1724 | Tornou-se rainha consorte com a ascensão de seu marido, Luís I de Espanha.                                            |
|  | Bárbara de Portugal       | 1729 | 1746 | Tornou-se a rainha consorte de Fernando VI de Espanha.                                                                |
|  | Maria Luísa de Parma      | 1765 | 1788 | Tornou-se a rainha consorte de Carlos IV de Espanha.                                                                  |
|  | Maria Antónia de Nápoles  | 1802 | 1806 | Foi Princesa das Astúrias por casamento com Fernando VII de Espanha                                                   |
|  | Letícia Ortiz Rocasolano  | 2004 | 2014 | Tornou-se a rainha consorte de Filipe VI de Espanha.                                                                  |

## Outros títulos das Princesas das Astúrias
Uma Princesa das Astúrias, em virtude de seu casamento com o Príncipe das Astúrias, também possui os títulos subsidiários do marido. Assim, uma Princesa das Astúrias também é reconhecida como:
- Princesa de Girona
- Princesa de Viana
- Duquesa de Montblanc
- Condessa de Cervera
- Senhora de Balaguer